# Chiră
Chirele sau sterninele (Sterninae), este o subfamilie de pescăruși (Laridae) care includ chirele, pescărițele, chirighițele. Deoarece sunt asemănătoare cu rândunicile au mai fost numite rândunici de mare. În trecut subfamilia sternine (Sterninae) era inclusă în familia sternide (Sternidae), dar în prezent face parte din familia laride (Laridae). Sterninele sunt păsări migratoare tipice, care sunt răspândite în regiunile de coastă de la tropice până în regiunile arctice. Subfamilia cuprinde 9 genuri cu 39 de specii. 
În România se întâlnesc 9 specii: chirighița cu obraz alb (Chlidonias hybrida), chirighița cu aripi albe (Chlidonias leucopterus), chirighița neagră (Chlidonias niger), pescărița râzătoare (Gelochelidon nilotica), pescărița mare (Hydroprogne caspia), chira de baltă (Sterna hirundo), chira polară (Sterna paradisaea), chira mică (Sternula albifrons) și chira de mare (Thalasseus sandvicensis).
În Republica Moldova se întâlnesc 8 specii: chirighița cu obraz alb (Chlidonias hybrida), chirighița cu aripi albe (Chlidonias leucopterus), chirighița neagră (Chlidonias niger), pescărița râzătoare (Gelochelidon nilotica), pescărița mare (Hydroprogne caspia), chira de baltă (Sterna hirundo), chira mică (Sternula albifrons) și chira de mare (Thalasseus sandvicensis).

## Caractere morfologice
Sternidaele sunt mai mici ca pescărușii, ele având mărimea corporală între 24 – 40 cm. Sunt păsări suple și spre deosebire de pescăruși au aripile mai înguste și coadă bifurcată ca rândunicile. Penajul păsărilor este în general alb cu negru, mai multe specii au o pată neagră pe cap. 

## Arealul de răspândire
Cele mai multe specii trăiesc pe litoralul mărilor, unele specii trăind însă și pe malul apelor în interiorul continentelor. Păsările în timpul migrației parcug până la locul de iernare distanțe enorme.

## Mod de viață
Păsările au cuibul frecvent în colonii mari pe sol sau pe stânci. Cuiburile sunt așezate unul lângă altul ele fiind de regulă numai o gaură în pământ. Sternidaele de pe malurile apelor continentale construiesc cuiburi mici așezate des pe vegetații acvatice plutitoare. Rândunicile de mare înoată rar, hrana care constă din peștișori o procură prin plonjare în apă. Majoritatea sunt bune zburătoare. Unele specii migrează iarna de pe litoralurile din Europa Centrală peste 40.000 km  până în emisfera sudică în Antarctica, ca vara să se reîntoarcă în nord.

## Sistematica
Familia sternide (Sternidae) include  3 subfamilii:  subfamilia Sterninae (9 genuri - Onychoprion, Sternula, Phaetusa, Gelochelidon, Hydroprogne, Larosterna, Chlidonias, Sterna și Thalasseus), subfamilia Anoinae (2 geniri – Anous și Procelsterna) și subfamilia Gyginae (1 gen – Gygis). Toate aceste subfamilii sunt incluse în prezent în familia laride (Laridae).
Subfamilia  sterninele (Sterninae) include 39 de specii, repartizate în 9 genuri:
- Genul Onychoprion

- Onychoprion aleuticus = Chiră aleutină
- Onychoprion fuscatus = Chiră cenușie
- Onychoprion anaethetus = Chiră neagră
- Onychoprion lunatus = Chiră cu ochelari

- Genul Sternula

- Sternula albifrons = Chiră mică
- Sternula saundersi = Chira lui Saunders
- Sternula antillarum = Chiră pitică
- Sternula superciliaris = Chiră amazoniană
- Sternula lorata = Chiră peruviană
- Sternula nereis = Chiră australiană
- Sternula balaenarum = Chiră balenieră

- Genul Phaetusa

- Phaetusa simplex = Chiră cu cioc mare

- Genul Gelochelidon

- Gelochelidon nilotica = Pescăriță râzătoare
- Gelochelidon macrotarsa = Pescăriță australiană

- Genul Hydroprogne

- Hydroprogne caspia = Pescăriță mare

- Genul Larosterna

- Larosterna inca = Chiră inca

- Genul Chlidonias = Chirighițe, Chire de bălță

- Chlidonias albostriatus = Chirighiță neozeelandeză
- Chlidonias hybrida = Chirighiță cu obraz alb
- Chlidonias leucopterus = Chirighiță cu aripi albe
- Chlidonias niger = Chirighiță neagră

- Genul Sterna

- Sterna aurantia = Chiră de râu
- Sterna dougallii = Chiră roz
- Sterna striata = Chiră cu fruntea albă
- Sterna sumatrana = Chiră cu ceafa neagră
- Sterna hirundinacea = Chiră sud-americană
- Sterna hirundo = Chiră de baltă
- Sterna repressa = Chiră cu obraz alb
- Sterna paradisaea = Chiră polară
- Sterna vittata = Chiră antarctică
- Sterna virgata = Chiră de Kerguelen
- Sterna forsteri = Chira lui Forster
- Sterna trudeaui = Chira lui Trudeau
- Sterna acuticauda = Chiră cu abdomenul negru

- Genul Thalasseus = Chire moțate

- Thalasseus bengalensis (Sterna bengalensis) = Chiră bengaleză
- Thalasseus bernsteini (Sterna bernsteini) = Chiră chinezească
- Thalasseus elegans (Sterna elegans) = Chiră elegantă
- Thalasseus sandvicensis (Sterna sandvicensis) = Chiră de mare
- Thalasseus maximus (Sterna maxima) = Pescăriță regală
- Thalasseus bergii (Sterna bergii) = Chiră moțată

## Galerie de imagini

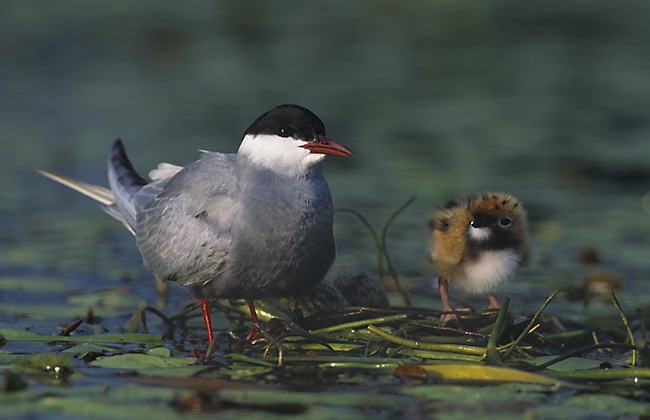
(Chlidonias hybridus)
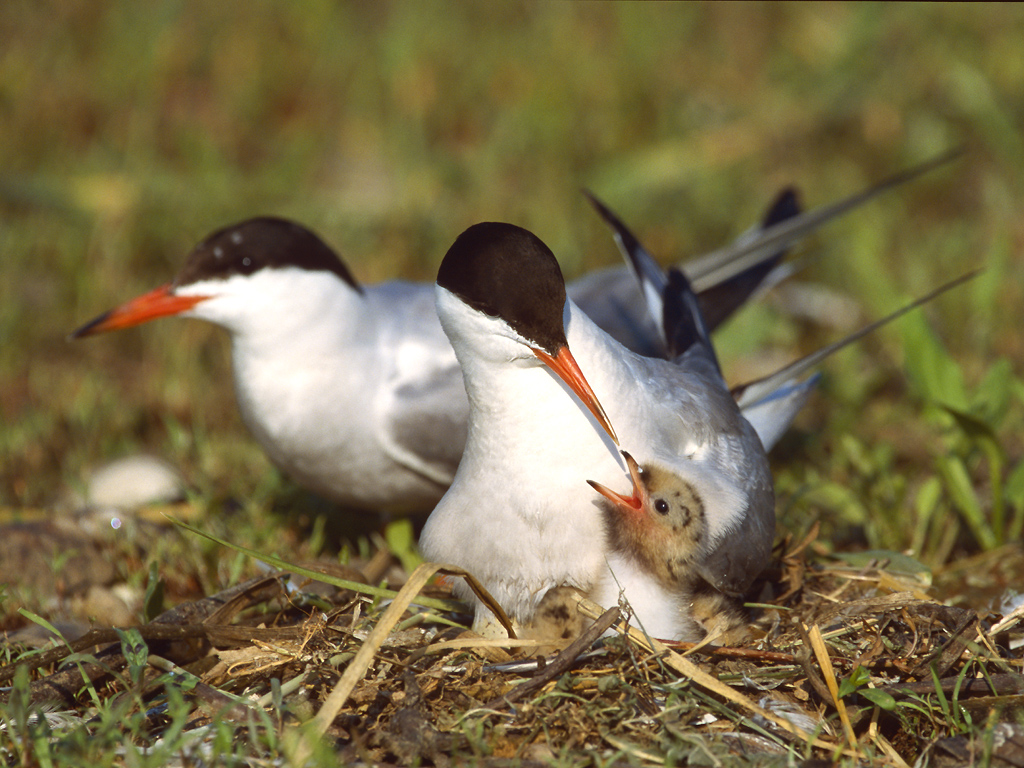
(Sterna hirundo)
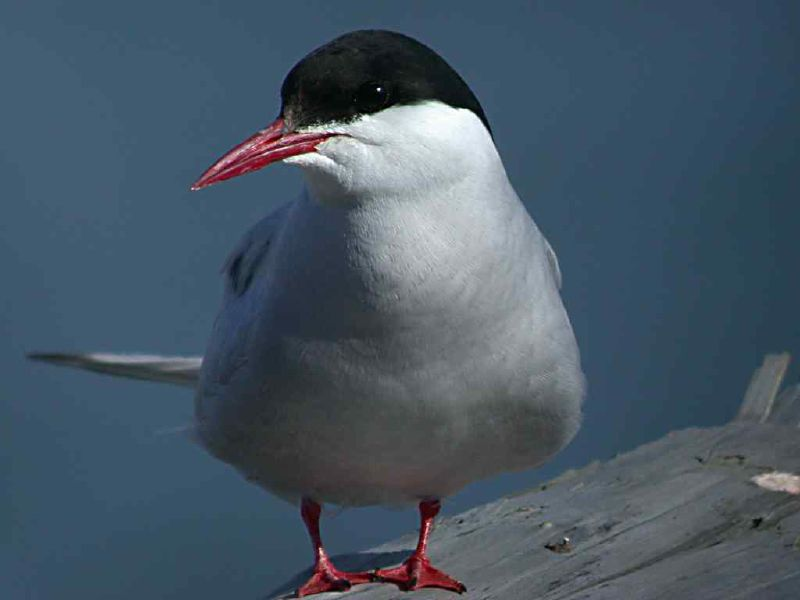
(Sterna paradisaea)
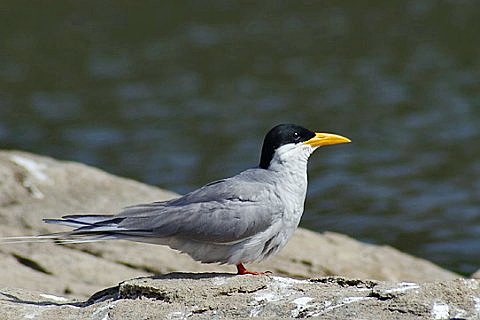
(Sterna aurantia)
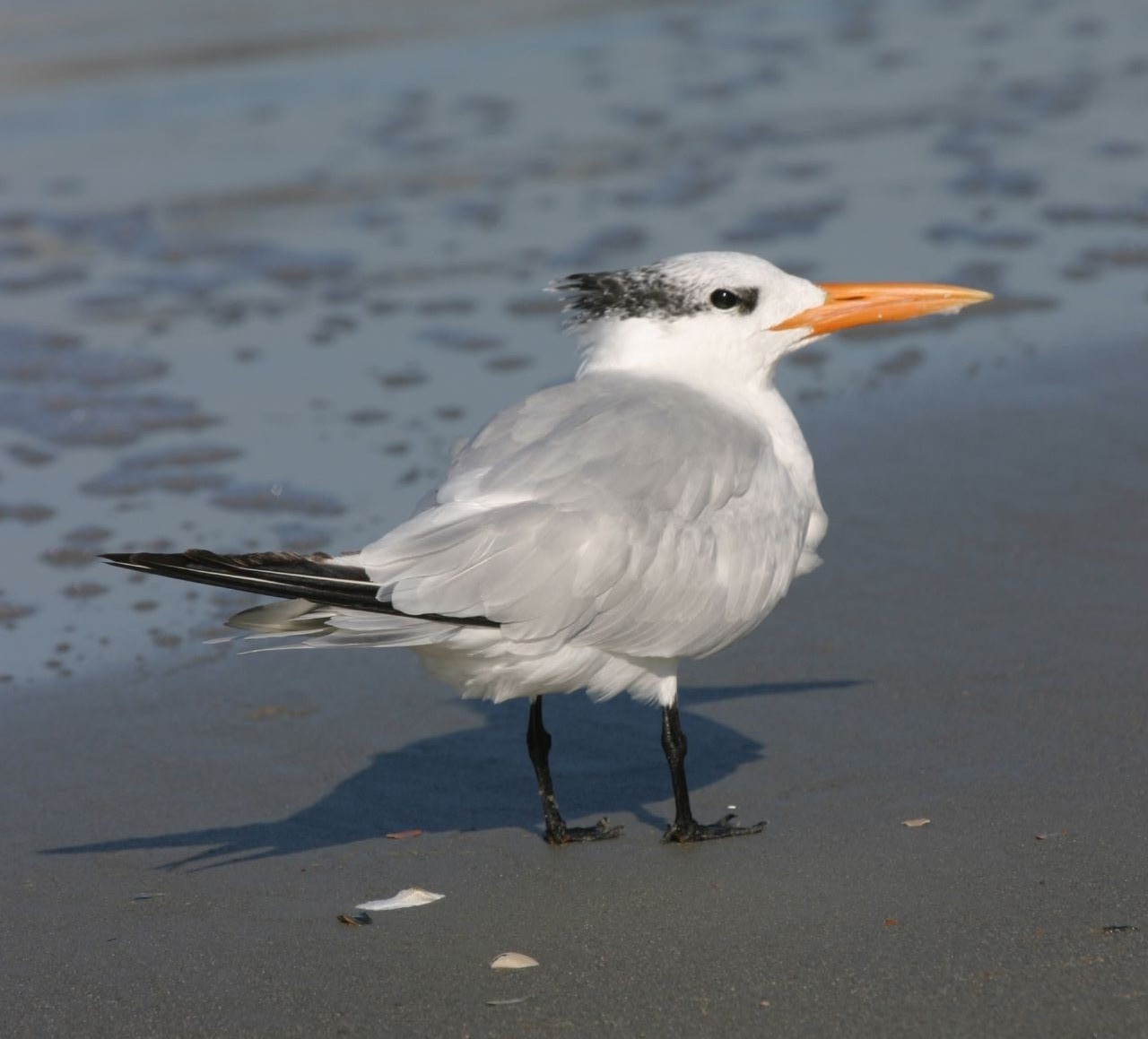
(Sterna maxima)
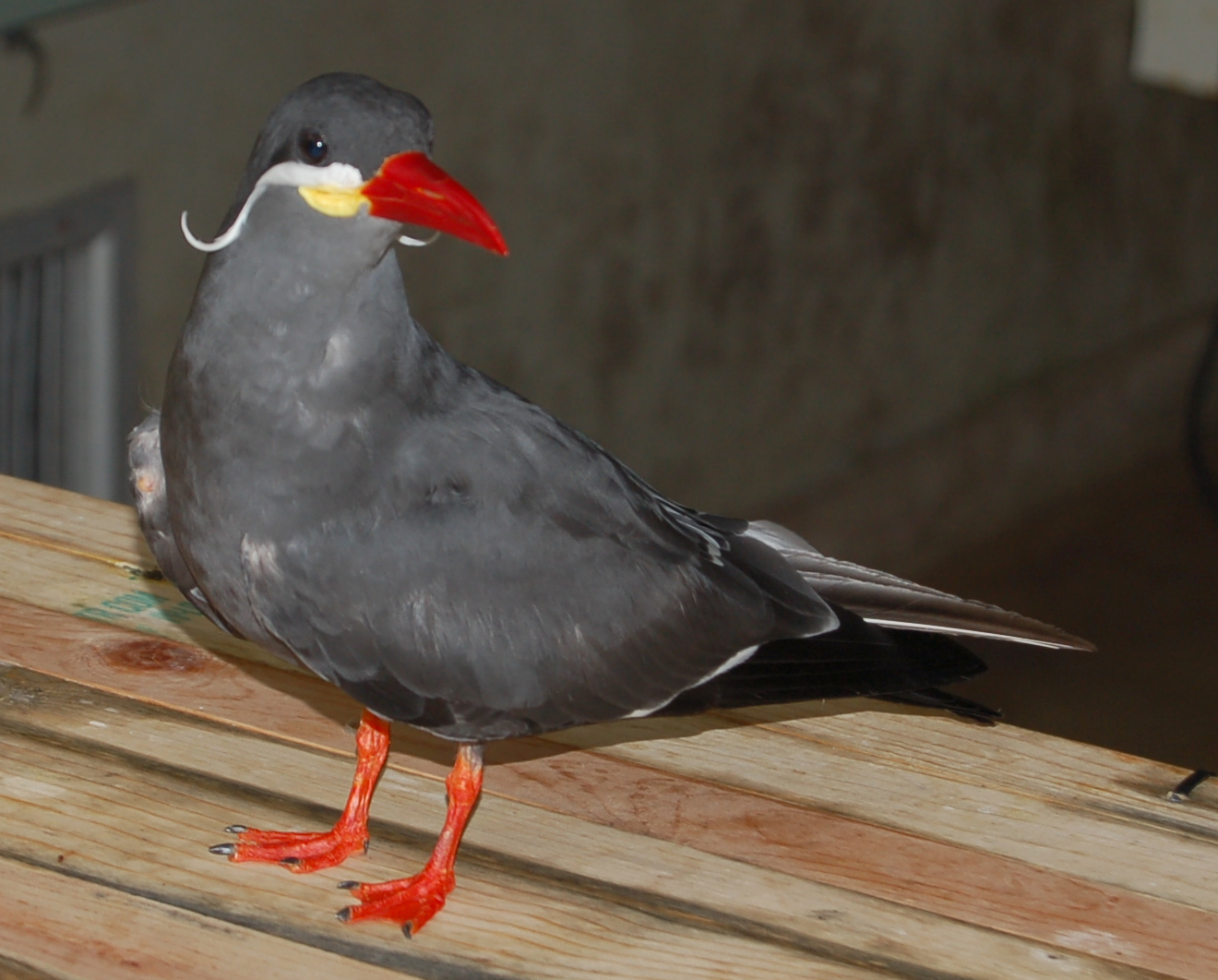
(Larosterna inca)
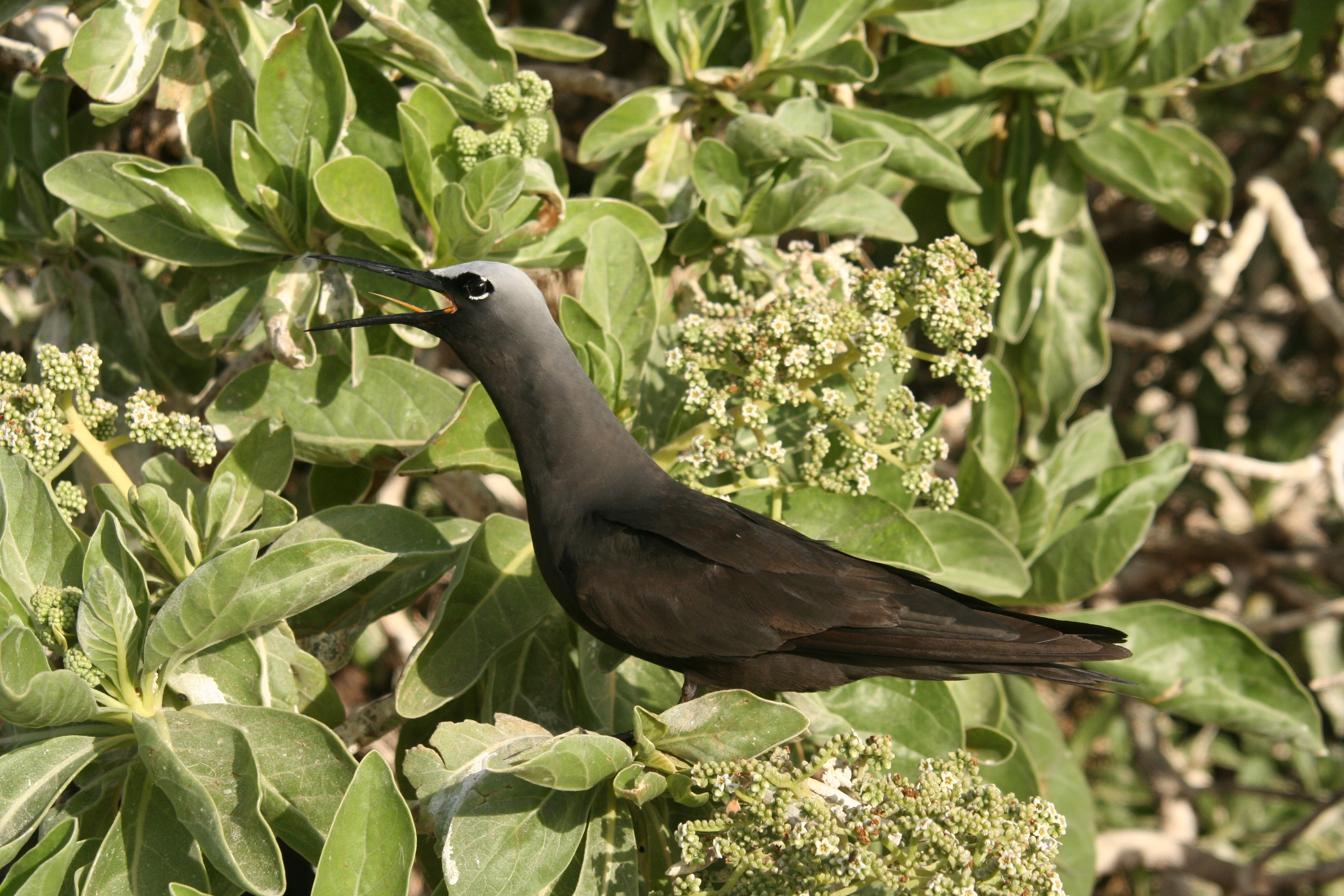
(Anous minutus)
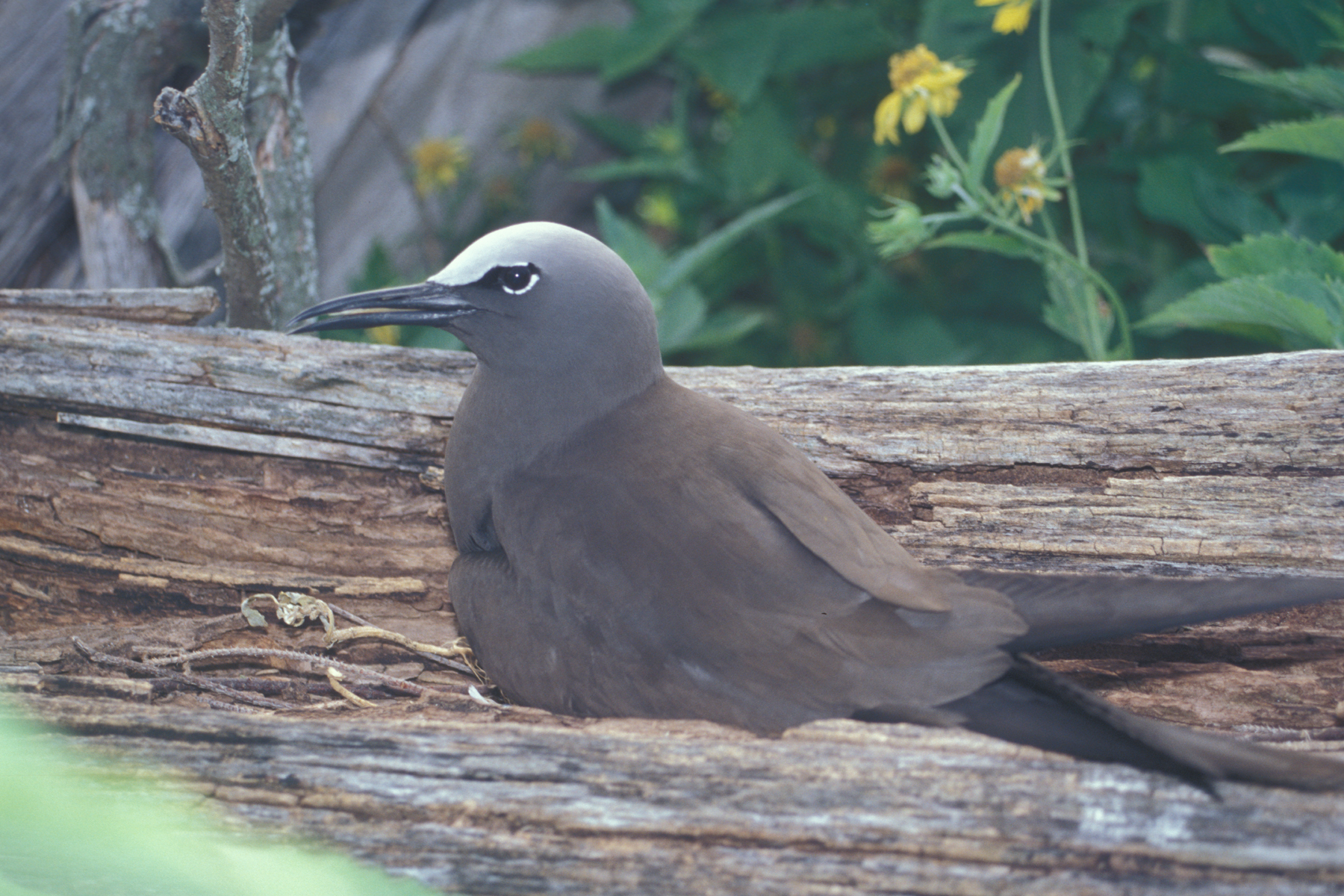
(Anous stolidus)